# Campo da Jaqueira
O Campo da Jaqueira, também conhecido como América Parque, foi um campo de futebol construído em 1918 para realização de partidas de futebol do Campeonato Pernambucano.

## História
Com o início das competições oficiais promovidas pela Liga Sportiva Pernambucana (LSP), atual FPF, a entidade arrendou um terreno em 1917 para a construção de um campo no bairro dos Aflitos, com o objetivo de utilizá-lo nos jogos oficiais do campeonato estadual, no entanto a Liga desistiu do terreno e em 1918 o Náutico assumiu. Ainda no mesmo período, houve o repasse do Campo do British Club ao América.
Em 1918 a federação viu novamente a necessidade de construir um campo com arquibancadas, dessa vez o local escolhido foi na Jaqueira. Como ainda era o tempo do amadorismo no futebol pernambucano, que durou até 1936, inúmeras equipes mandaram suas partidas no agora "Campo da Jaqueira". Foi um dos principais palcos do futebol na época, recebendo várias decisões do campeonato estadual, com destaque para o bicampeonato invicto do Tramways em 1936 e 1937, feito inédito até hoje.

### América Parque
No ano de 1920 o América já era uma equipe consolidada e forte no cenário pernambucano, com dois títulos do Campeonato Pernambucano (1918 e 1919) e tendo como seu rival imediato o Sport, o clube sentiu a necessidade de ter um novo campo, já que tinha saído do Campo do British Club. Nesse momento surgiu a oportunidade de comprar o Campo da Jaqueira. A constante utilização por parte do clube ao longo de anos, além dos títulos estaduais conquistados após a aquisição do campo, rendeu o apelido e "América Parque". 

### Tramways
Nos anos 30 o América passava por uma severa crise financeira, tal situação foi oportuna para que em 1936 os donos da Pernambuco Tramways & Power Company Limited, de onde vinha o Tramways Sport Club, comprassem o Campo da Jaqueira do Alviverde da Estrada do Arraial (que se mudou para o Campo da Avenida Malaquias em 1937). Agora, de posse do Time Elétrico, o campo foi palco de um feito jamais alcançado até os dias de hoje, o Tramways foi bicampeão invicto nos anos de 1936 e 1937, datas essas que marcam o fim do amadorismos no futebol pernambucano e o início do profissionalismo respectivamente.

### Parque da Jaqueira
Com o profissionalismo do futebol em Pernambuco, somado ao declínio dos clubes que usavam o campo e as acomodação de outras equipes em seus respectivos estádios, o Campo da Jaqueira começou a ser menos usado até cair em desuso e ser desativado nos primeiros anos da década de 1940. O local deu lugar a o Parque da Jaqueira, que dispõe de 900 metros de pista de cooper e outros 820 metros de ciclovia além de áreas para skate e outras modalidades esportivas e de convivência, o local exato onde encontrava-se o campo de futebol é hoje uma pista de bicicross.